# Otto H. Schiele
Otto Helmut Schiele (* 25. Juni 1922 in Baden-Baden; † 4. Juni 2012 in Neustadt an der Weinstraße) war ein deutscher Industriemanager.

## Leben
Otto H. Schiele war Sohn des Gärtnermeisters Otto Schiele und dessen Frau Ottilie, geborene Dietrich. Noch vor Ablegen des Abiturs in der Oberschule für Jungen Graf Zeppelin in Baden-Baden 1940 erwarb er die Segelflugscheine A, B und C.
1940 wurde Schiele zum Militär eingezogen. Entsprechend seiner Vorbildung kam er nach der Rekrutenausbildung in Olmütz zur Luftwaffe. Er erwarb die Flugscheine A, B und C sowie den Blindflugschein. An der Fluglehrer-Akademie in Brandenburg-Briest wurde er dann zum Fluglehrer und Blindfluglehrer ausgebildet. Dieser Tätigkeit ging er in Wiener Neustadt nach. Kurz vor Kriegsende wurde Schiele an der Jagdschule in Pommern und in Roth zum Jagdflieger ausgebildet, außerdem in Kopenhagen zum Langstreckenflug.  Anschließend wurde er zum Jagdgeschwader  1 versetzt. Hier nahm er auch an dem Wilde-Sau-Nachtjagdverfahren teil. Bei der Ausstattung des Jagdgeschwaders mit Düsenjägern in Rostock wurde die dritte Gruppe  von den einrückenden sowjetischen Truppen überrascht, Schiele konnte aber zusammen mit einem anderen Piloten noch zwei Messerschmitt Me 262 nach Leck ausfliegen. Der Fliegerhorst Leck wurde dann kampflos von den Briten eingenommen, nach kurzer Gefangenschaft wurde Schiele entlassen.

### Studium und beruflicher Werdegang
Schiele konnte nach dem Krieg keinen Flugzeugbau studieren, da dieser von den Alliierten im Nachkriegsdeutschland untersagt war. Stattdessen studierte er  ab 1946 Maschinenbau, Ökonomie und Meteorologie an der Technischen Hochschule Karlsruhe. Dort war er am 22. Mai 1951 Mitbegründer und Fluglehrer der neuen Akademischen Fliegergruppe, Mitglied des Studentenrates und Mitglied der Burschenschaft Arminia. Neben dem Studium arbeitete er als Assistent und Oberingenieur.
Nach seiner Promotion zum Doktor-Ingenieur war Schiele vier Jahre Leiter des Instituts für Strömungslehre und Strömungsmaschinen an der Technischen Hochschule Karlsruhe. 1959 wechselte Schiele zur KSB Aktiengesellschaft. 1968 wurde er dort Leiter der Zentralen Forschung und Konstruktion und 1972 Vorstandsmitglied.

### Ehrenamtliche Tätigkeit
Zu seinen Ehrenämtern gehörten die Leitung des Nordbadisch-Pfälzischen Bezirksvereins des Vereins Deutscher Ingenieure (VDI) von 1979 bis 1984, die Präsidentschaft im Verband Deutscher Maschinen- und Anlagenbau von 1983 bis 1986, der Vorsitz im Technologiebeirat des Landes Rheinland-Pfalz, die Vizepräsidentschaft des  BDI, die Präsidentschaft der Arbeitsgemeinschaft industrieller Forschungsvereinigungen „Otto von Guericke“ von 1986 bis 1994 und Vorsitzender des Kuratoriums von 1995 bis 2002.

### Ehrungen
1969 wurde Otto Schiele Honorarprofessor der Universität Karlsruhe. Außerdem war er seit dem 26. Juni 1982 Ehrenvorsitzender der Akademischen Fliegergruppe an der Universität Karlsruhe e. V. 1987 verlieh ihm die Technische Hochschule Darmstadt die Ehrendoktorwürde. 1993 wurde er mit der Grashof-Denkmünze des Vereins Deutscher Ingenieure ausgezeichnet.
Am 4. April 1996 wurde ihm das von Bundespräsident Richard von Weizsäcker verliehene Große Verdienstkreuz der Bundesrepublik Deutschland überreicht. Er war Mitglied der Deutschen Akademie der Technikwissenschaften (acatech).

## Schriften
- Ein Beitrag zur Theorie instationär und periodisch arbeitender Propulsionsorgane. Dissertation, Karlsruhe 1959.
- Datenverarbeitung in der Technik : Tagungsprogramm, Schiele, Otto H., Verband Deutscher Maschinen- und Anlagenbau, in der Reihe "Mit Technologie die Zukunft bewältigen", Wiesbaden 1982. http://d-nb.info/830567798/04
- Flexible Automation der Produktion, Schiele, Otto H., Verband Deutscher Maschinen- und Anlagenbau, in der Reihe "Mit Technologie die Zukunft bewältigen" Bd. 2, Wiesbaden 1984. http://d-nb.info/870224468/04
- Revolution durch Informationsverarbeitung. Verband Deutscher Maschinen- und Anlagenbau, Frankfurt am Main 1985.
- Die goldene Mitte II. 125-jähriges Firmenjubiläum der Klein-Schanzlin und Becker Aktiengesellschaft. Frankenthal, Pegnitz 1996.